# Adoniszi sor
Az adoniszi sor egy daktilusból és egy spondeusból vagy egy trocheusból álló időmértékes verssor. A szapphói strófa záró (negyedik) sora.
Az adoniszi sor ritmusképlete: — ∪ ∪ / — — vagy — ∪ ∪ / — ∪
Nem önálló sorként (pl. hexameter zárlata) a megnevezése adoniszi kólon.

## Példák
- „fényes egeknek”[1]
- „büszke vitorlád”[2]
- „Izzada orcám”[3]
- „halld, idemormol”[4]
- „Árt a sugárzás”